# 틸뷔르흐 대학교

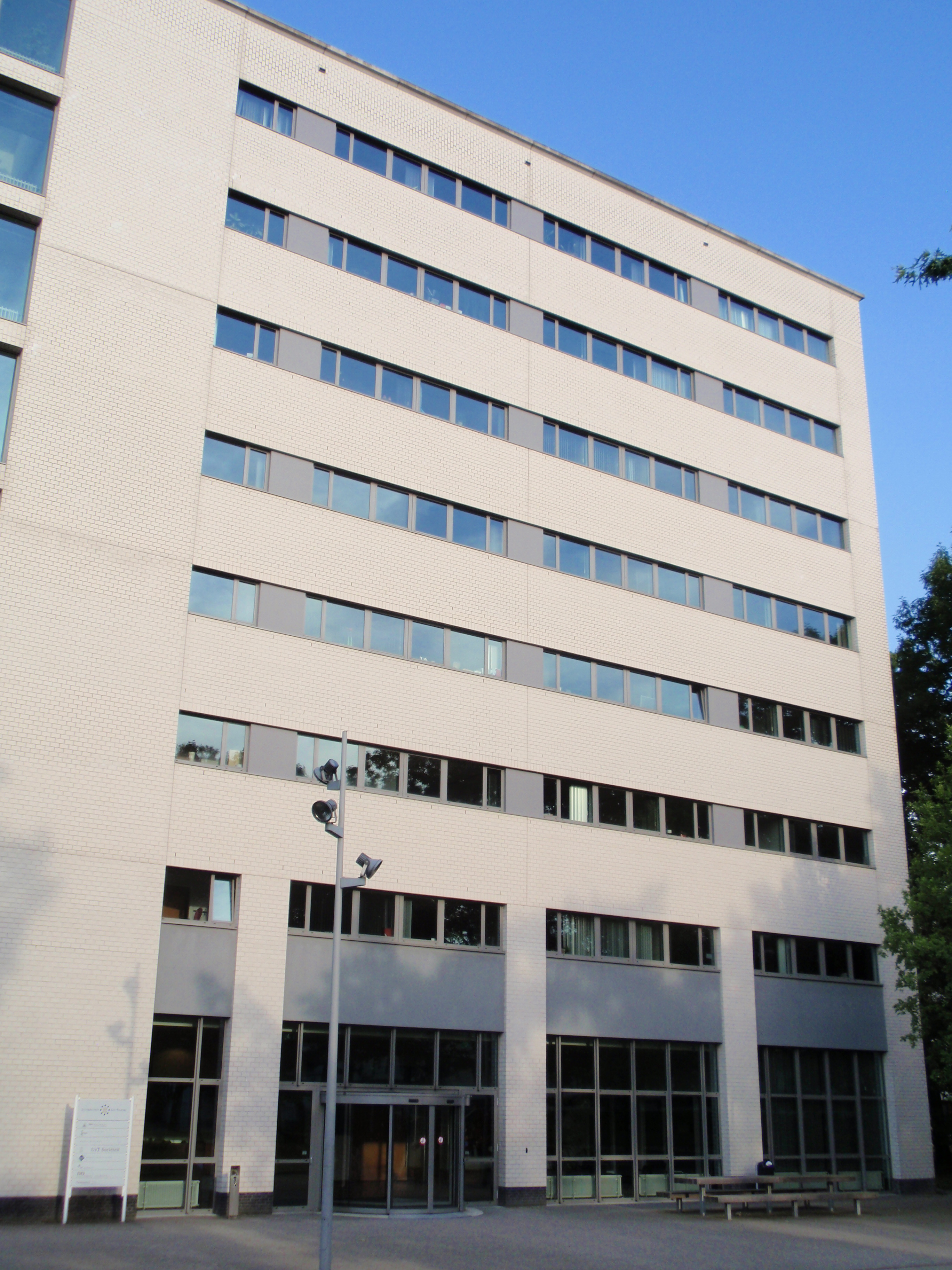
티아스님바스 경영대학원 TIAS School for Business and Society

틸뷔르흐 대학교(Tilburg University)는 네덜란드 노르트브라반트주 틸뷔르흐에 1927년에 설립된 사회 및 행동과학, 경제, 법률 및 비즈니스과학, 신학 및 인문학을 전문으로 연구하는 네덜란드의 국립연구중심대학이다. (한국어 공식명칭은 틸버그 대학교가 아닌 틸뷔르흐 대학이다.) 다른 네덜란드 내 연구중심대학들보다 규모가 작은 이유는 경제경영, 법학, 심리학 등 사회과학 분야에만 특화되어 있기 때문이다.
“Understanding Society"라는 모토아래 2018년 기준 15,761명의 학생들이 틸뷔르흐 대학에서 공부하고 있으며, 그 중에서 전세계 105개국에서 온 국제 학생수는 2,507명으로 그 수는 매해 꾸준히 증가하고 있으며 매 학기마다 유럽전역 및 아시아권 남미북미 아프리카 오세아니아 등 교환학생 프로그램을 활발하게 추진하여 국제적인 환경을 지향하며 성장해 나아가고 있다. 2018년 기준 학사학위과정 1,492명 및 석사학위과정 2,816명에게 학위를 수여하였으며, 총 1,739건의 논문 발행 및 132명의 박사학위를 수여하였다.
틸뷔르흐 대학교는 네덜란드에서 순수경제학 분야를 공부할 수 있는 유일한 기관으로 유럽 내 경제·경영분야 교육으로 최고의 명성을 얻고 있으며, 2003년 유럽경제학회가 발표한 경제·경영분야 순위에서 경제분야는 유럽에서 1위, 경영분야는 3위를 차지하였다. 경제학 중에서 특히 계량경제학과 게임이론에서 좋은 평가를 받고 있다. 경제학 및 재무학 연구저널 IDEAS/RePEc (Research Papers in Economics)에 따르면, 틸뷔르흐 대학교 경제경영대학(Tilburg School of Economics and Management)은 연구역량이 높은 상위 25% 연구 기관들 중에서 세계순위 26위를 기록, 유럽에서 7위를 기록하였다.
틸뷔르흐 대학교는 또한 네덜란드 아인트호벤 공과대학교(Eindoven University of Technology)와 공동으로 설립한 티아스님바스 경영대학원(TIAS School for Business and Society)을 운영하고 있다. TIAS 경영대학원은 유럽 TOP Class Business School 중 하나이며 세계 100대 경영대학원 중 하나로 꼽힌다.
경제, 경영 분야에서의 좋은 평가는 최근 법학 분야로도 이어져, 타임즈고등교육기관의 세계 대학 순위(THE)에서 틸뷔르흐 로스쿨(Tilburg Law School)은 2024년 세계 18위를 차지하였다. 또한 논문 다운로드 및 인용수로 평가하는 SSRN 영향력 순위에서 최근 2년 간 연속 1위를 기록하였다.

## 역사

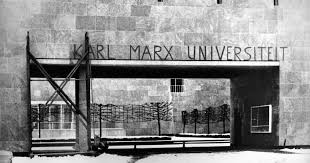

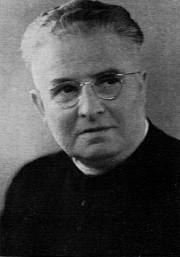
Martinus Cobbenhagen

틸뷔르흐 대학교는 1927년 로마카톨릭 상업대학(Roman Catholic University of Commerce)으로 처음 설립되었다. 1963년 카톨릭 경제대학(Katholieke Economische Hogeschool)으로 개칭되었고 법학부와 사회 및 행동과학부가 설립되었다. 이후 1967년에는 신학부가 설치되었다. 1969년 급진적인 사회주의 철학자들의 이념이 학제과정에 더 반영될 것을 요구하는학생들의 시위가 일어나 ‘칼 마르크스 대학’으로 불리기도 하였다.
1979년에 철학부, 1981년에 예술학부가 설립되었으며, 1986년 대학으로 인정받고 카톨릭 브라반트 대학(Katholieke Universiteit Brabant)으로 명칭을 바꾸었다. 2001년에는 퐌 틸뷔르흐 대학(Universiteit van Tilburg)이 되었으며, 카톨릭이라는 단어는 교명에서 제외되었으나 여전히 카톨릭대학으로 인식되고 있다. 2006년에는 위트레흐트에 있는 카톨릭 신학대학(Catholic Theological University)을 통합하였고 이듬해인 2007년 카톨릭신학부가 설립되었다. 2007년에는 기존의 예술학, 철학, 신학 및 종교학을 통합한 인문학부가 새롭게 만들어졌다. 2010년에 현재의 교명으로 개칭되었다.

## 교육
틸뷔르흐 대학교는 5개의 단과대학을 보유한 사회과학에 특화된 대학이며 학사과정 20개 1년 및 2년 석사과정 48개를 포함한 총68개 학위과정을 운영하고 있으며, 그 중 영어로 제공되는 학위과정(학사)은 다음과 같다.
Tilburg School of Economics and Management
- 국제경영학(BSc International Business Administration)
- 경제학(BSc Economics)
- 계량경제학 및 경영과학(Bsc Econometrics and Operation Research)
- 기업가정신 및 경영혁신(BSc Entrepreneurship and Business Innovation)

Tilburg Law School
- 글로벌 법학(LLB Global Law)

Tilburg School of Social and Behavioral Sciences
- 인적자원관리학(BSc Human Resource Studies:People Management)
- 심리학(BSc Psychology)
- 글로벌경영 및 사회문제(BSc Global Management of Social Issues)

Tilburg School of Humanities and Digital Sciences
- 국제사회학(BSc International Sociology)
- 아트,미디어 및 사회학(BA Online Culture:Art,Media and Society)
- 인지과학 및 인공지능학(BSc Cognitive Science and Artificial Intelligence)
- 데이터과학(Joint BSc, Data Science)

Tilburg School of Catholic Theology
- 신학(BA, Theology)

University College Tilburg

## 평가
틸뷔르흐 대학은 사회과학 연구에 특화된 중소규모 연구기관으로, 종합대학 순위보다 각 분야별 순위가 주로 인용된다.
세계대학순위 평가 기관인 타임즈고등교육기관(THE World University Rankings)에 따른 틸뷔르흐 대학 주요 분야의 순위는 다음과 같다.
- 경제 및 경영(business & economics) 세계 21위 (2018), 28위 (2019), 33위 (2020)
- 법학(law) 세계 36위 (2018), 43위 (2019), 52위 (2020)
- 심리학(psychology) 세계 51위 (2018), 44위 (2019), 51위 (2020)

또 다른 유명 대학 평가 기관인 QS (World University Rankings)에 따른 각 분야 순위는,
- 경제 및 계량경제학(Economics & Econometrics) 세계 41위 (2019), 36위 (2020)
- 회계 및 재무 경영(Accounting & Finance) 세계 48위 (2019), 51위 (2020)
- 법학(law) 세계 51-100위 (2019, 2020)
- 비즈니스와 경영(business & management) 세계 51-100위 (2019, 2020)
- 심리학(psychology) 세계 51-100위 (2019, 2020)

미국 대학평가에서 가장 오래되고 유명한 US뉴스&월드리포트 (The US News Best Global Universities)에 따르면
- 경제경영(economics & business) 세계 17위, 유럽 4위 (2020)

논문실적 및 학문적 성취 만을 평가요인으로 고려하여 주요지표로 삼는 '상하이 자오퉁 대학 학술'(ARWU) 랭킹에 따른 순위는,
- 경영학(Business Administration) 세계 5위 (2017), 6위 (2018), 5위 (2019)
- 재무학(Finance) 세계 8위 (2017), 12위 (2018), 12위 (2019)
- 경제학(economics) 세계 30위 (2017), 38위 (2018), 51-75위 (2019)
- 매니지먼트(Management) 세계 29위 (2017), 32위 (2018), 27위 (2019)
- 법학(law) 세계 51-75위 (2019)를 기록하였다.

## 졸업생 및 동문
- 랄프 해머스- 네덜란드계 다국적금융회사 ING그룹 CEO 및 스위스계 다국적은행 UBS 차기 CEO
- 얀호먼- 네덜란드계 다국적전자회사 Philips 전 CEO 및 금융회사 ING Group CEO
- 라몬 루텐- 인도상품거래소(RCX) 대표 전 유엔무역개발회의(UNCTAD) 금융책임자 및 세계은행(World Bank)선임고문
- 유리 그니지-UC샌디에이고 래디경영대학원 교수 및 "무엇이 행동하게 하는 가' 저자.
- 에릭 반 데임-네덜란드 경제학자
- 안토니우스 램버르터스 마리아 허크만스- 로만가톨릭교구 주교명예
- 마틴 브라우닝-옥스퍼드대학교 경제학 교수
- 월터 드 브로워- Doc.ai의 공동설립자 및 Scanado의 전 CEO
- Lans Bovenberg- 경제학자
- Max Euwe 체스그랜드마스터
- Wim van de Donk -정치가
- Geert Hofstede 사회심리학자
- Ernst Hirsch Ballin – former Dutch Minister of Justice
- Afshin Ellian – professor of law, philosopher, poet, critic of Islam
- Jacques van den Broek 글로벌 헤드헌팅회사 Randstad Holding CEO
- Norbert Schmelzer – former Dutch Minister of Foreign Affairs
- Ruud Lubbers 네덜란드 총리(2001~2005)
- Cees Veerman – former Dutch Minister of Agriculture
- Jan Vranken - Professor of law
- Herman Wijffels – economist and politician
- Willem Witteveen – legal scholar, politician, and author
- Joseph A. McCahery – corporate lawyers, researcher and institutional adviser

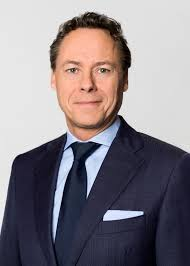
네덜란드 ING그룹 CEO

## 참조
1. ↑  https://stdict.korean.go.kr/search/searchView.do?word_no=500730&searchKeywordTo=3
2. ↑  http://www.donga.com/news/article/all/20060420/8297876/1
3. ↑  https://ideas.repec.org/top/top.econdept.html
4. ↑  “World University Rankings 2024 by subject: law” (영어).
5. ↑  “SSRN - SSRN Top 500 International Law Schools”. 2020년 5월 6일에 확인함.
6. ↑  https://www.doopedia.co.kr/doopedia/master/master.do?_method=view&MAS_IDX=170831001554049
7. ↑  https://www.timeshighereducation.com/world-university-rankings/2020/subject-ranking/business-and-economics#!/page/0/length/25/sort_by/rank/sort_order/asc/cols/stats
8. ↑  https://www.topuniversities.com/subject-rankings/2020
9. ↑  https://www.usnews.com/education/best-global-universities/search?region=&subject=economics-business&name=
10. ↑  “보관된 사본”. 2020년 10월 27일에 원본 문서에서 보존된 문서. 2020년 3월 29일에 확인함.